# Aedes polynesiensis
Aedes polynesiensis é um espécie de mosquito do Género Aedes, pertencente à família Culicidae.